# Бруней на Чемпіонаті світу з водних видів спорту 2015
Бруней взяв участь у Чемпіонаті світу з водних видів спорту 2015, який пройшов у Казані (Росія) від 24 липня до 9 серпня.

## Плавання
Брунейські плавці виконали кваліфікаційні нормативи в дисциплінах, які наведено в таблиці (не більш як 2 плавці на одну дисципліну за часом нормативу A, і не більш як 1 плавець на одну дисципліну за часом нормативу B):
Чоловіки
| Спортсмен      | Дисципліна           | Попередній заплив | Попередній заплив | Півфінал        | Півфінал        | Фінал           | Фінал           |
| Спортсмен      | Дисципліна           | Час               | Місце             | Час             | Місце           | Час             | Місце           |
| -------------- | -------------------- | ----------------- | ----------------- | --------------- | --------------- | --------------- | --------------- |
| Крістіан Ніклс | 50 м вільним стилем  | 24.55             | 67                | Завершив виступ | Завершив виступ | Завершив виступ | Завершив виступ |
| Крістіан Ніклс | 100 м вільним стилем | 54.75             | 91                | Завершив виступ | Завершив виступ | Завершив виступ | Завершив виступ |

Жінки
| Спортсменка  | Дисципліна           | Попередній заплив | Попередній заплив | Півфінал         | Півфінал         | Фінал            | Фінал            |
| Спортсменка  | Дисципліна           | Час               | Місце             | Час              | Місце            | Час              | Місце            |
| ------------ | -------------------- | ----------------- | ----------------- | ---------------- | ---------------- | ---------------- | ---------------- |
| Тіара Шахріл | 50 м вільним стилем  | 28.10             | 74                | Завершила виступ | Завершила виступ | Завершила виступ | Завершила виступ |
| Тіара Шахріл | 100 м вільним стилем | 1:01.33           | 76                | Завершила виступ | Завершила виступ | Завершила виступ | Завершила виступ |